# 조셉 메이

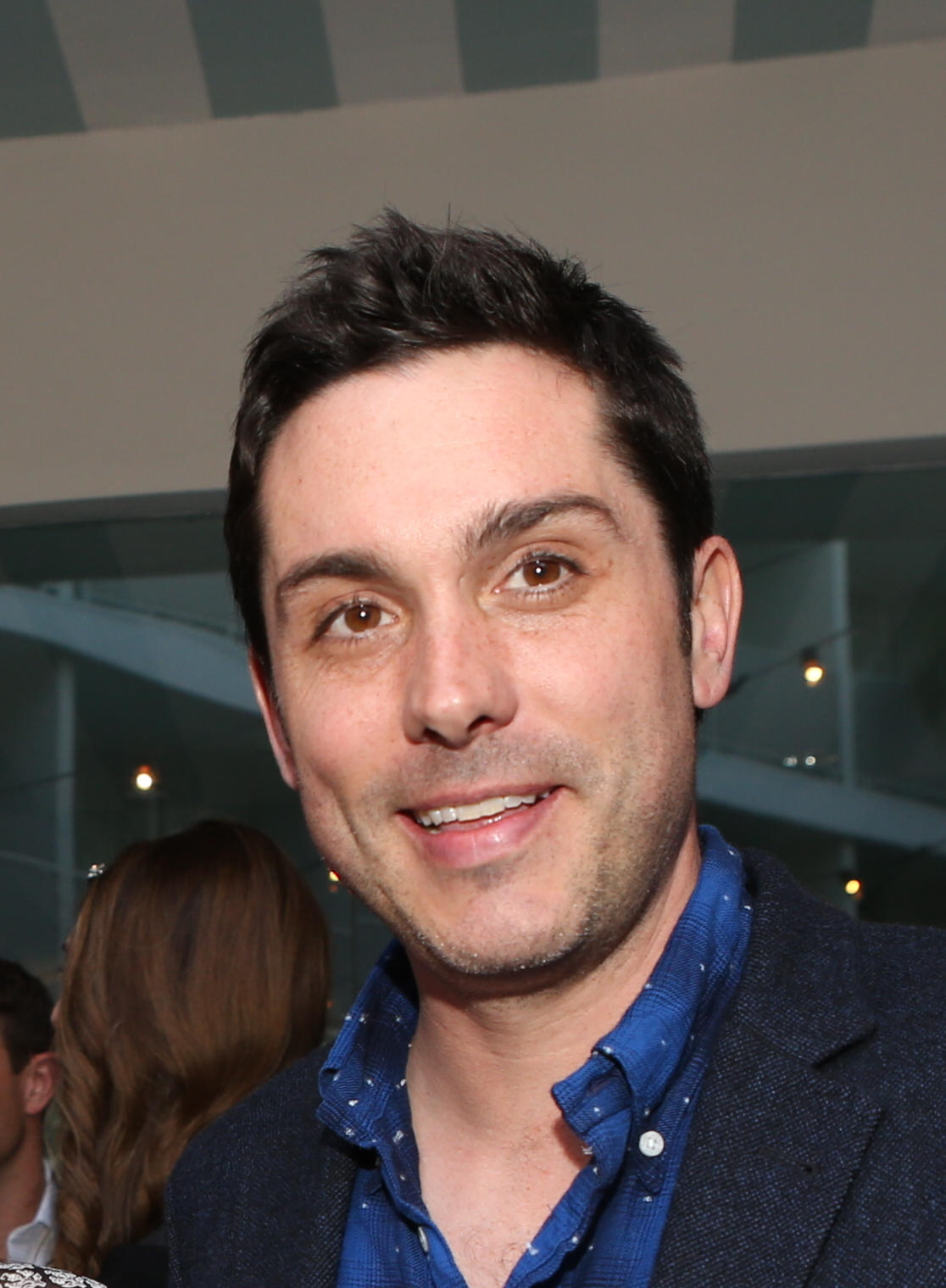
2014년 모습

조지프 메이(Joseph May, 1974년 6월 16일 ~ )는 영국의 배우이다.

## 출연 작품

### 영화
- 페어리 테일 (1997)
- 인베스티게이팅 섹스 (2001, Investigating Sex)
- 레지던트 이블 (2002) - 블루 박사
- 레지던트 이블: 파멸의 날 (2012) - 블루 박사 (과거 촬영분)
- 위 윌 테이크 맨하탄 (2012, We'll Take Manhattan)
- 토마스와 친구들: 그레이트 레이스 (2016) - 애니메이션
- Poles Apart (2017) - 단편

### 텔레비전
- 캐주얼티 (1997)
- 스타게이트 아틀란티스 (2004)
- 홀비 시티 (2010-14)
- 에피소드 (2011-17)